# De Ponte (Adelsgeschlecht)

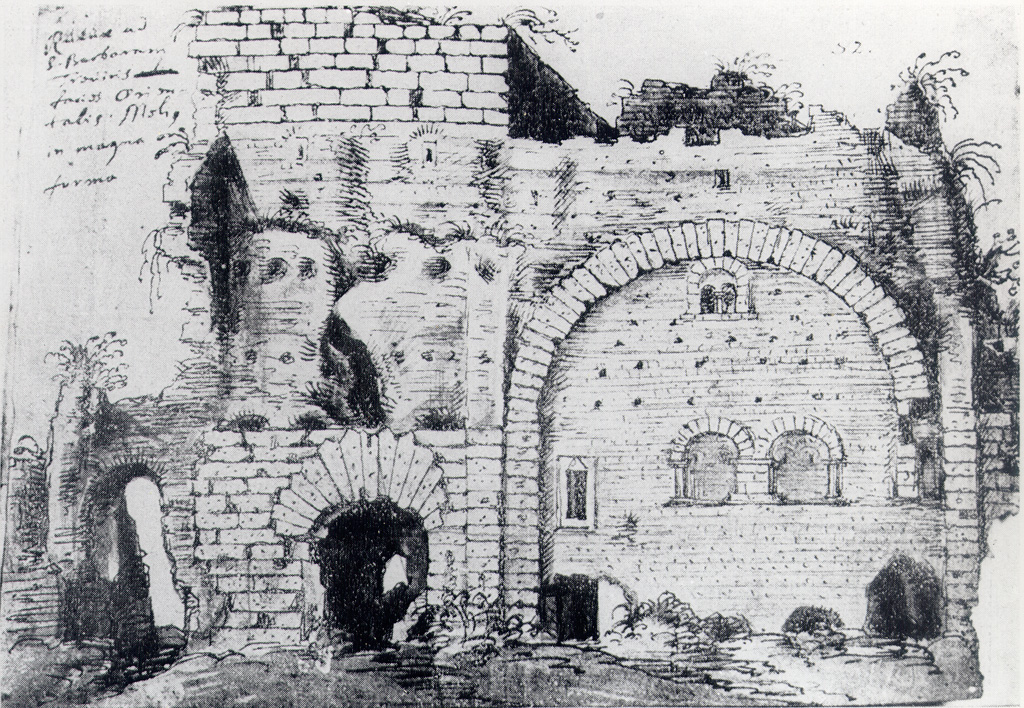
Überreste der im Mittelalter befestigten Trierer Barbarathermen um 1620

De Ponte, auch von der Brücke oder von der Brücken, ist der Name eines mittelalterlichen Adels- und Ministerialengeschlechtes aus Trier/Mosel, das ursprünglich aus Merzig/Saar stammte. Der Sitz war in den ehemaligen Barbarathermen der Stadt Augusta Treverorum (dem antiken Trier) in der Nähe der Römerbrücke. Die de Ponte erscheinen um das Jahr 1000 und sind um 1500 ausgestorben.

## Geschichte
Die Herren von der Brücke hatten in die Ruinen der antiken Thermenanlage, die größten nördlich der Alpen, wehrhafte Einbauten eingefügt, die auf der Stadtansicht von Matthäus Merian sowie einer Zeichnung von Alexandre Wiltheim um 1620 als Ruine noch zu erkennen sind. Ähnlich hatte sich in den Kaiserthermen im 11. Jahrhundert ein Ministerialengeschlecht einen befestigten Sitz geschaffen, welches de Castello genannt wurde, während in der Porta Alba ein Raubritter namens Adelbert hauste. Die Ministerialengeschlechter machten den Erzbischöfen immer wieder die weltliche Herrschaft streitig, ähnlich wie zur selben Zeit der römische Adel den Päpsten. Die zum Teil kriegerischen Auseinandersetzungen dauerten jahrhundertelang an. Die mittelalterliche Stadtmauer trennte daher die Barbarathermen von der Stadt ab. Unter Erzbischof Albero waren die Spannungen mit der Familie de Ponte so groß, dass der Erzbischof seine Residenz nach Pfalzel in das antike Palatiolum verlegte, das er zur starken Festung (Burg Pfalzel) ausbaute. Die Macht des Erzbischofs wurde erst durch den Besuch von Papst Eugen III. 1147/48 wieder gestärkt. Erst im 13. Jahrhundert gelang es den Erzbischöfen, die Macht des Stadtadels zu brechen. 
Bekannte Vertreter sind:
- Ritter Friedrich, Neffe Rudolfs von Merzig, besaß zahlreiche Rechte und Ländereien im Trierer Raum
- Rudolf der Ältere, Kanonikus, Archidiakon und Dompropst von Lüttich und Trier
- Rudolf der Jüngere, Domherr, Archidiakon zu Trier, Propst von St. Paulin, Bruder von Ritter Friedrich. Rudolf der Jüngere hat sich gegen Arnold von Wied umsonst bei der Bestimmung des Nachfolgers von Erzbischof Theoderich von Wied durchzusetzen versucht.
- Peter, Abt zu Weiler-Bettnach
- Richard, Abt zu St. Martin in Trier
- Friedrich de Ponte, Kanonikus von St. Paulin und Pfarrer von Ligny

Die Burg Sommerau an der Ruwer bei Trier wurde von der Familie „von der Brücke“ im 13. Jahrhundert erbaut. Grundherrschaftliche Rechte besaß die Familie in Orten wie Brotdorf, Osburg, Pluwig, Riveris, Thomm, Waldrach.
Im Jahr 1295 wurde Wichard von Brücken (von der Brücken), Sohn des Tempelritters Arnold von Brücken, von Herzog Ferry III. von Lothringen mit der Burg Felsberg belehnt.

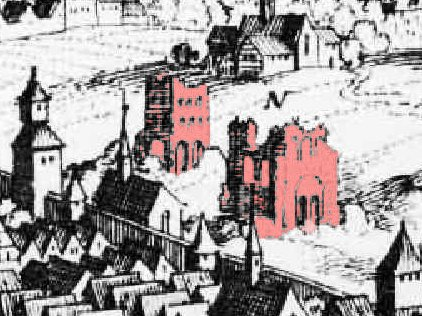
Ruinen der Barbarathermen ca. 1548, Merian-Stich von 1646 (Färbung nicht im Original)
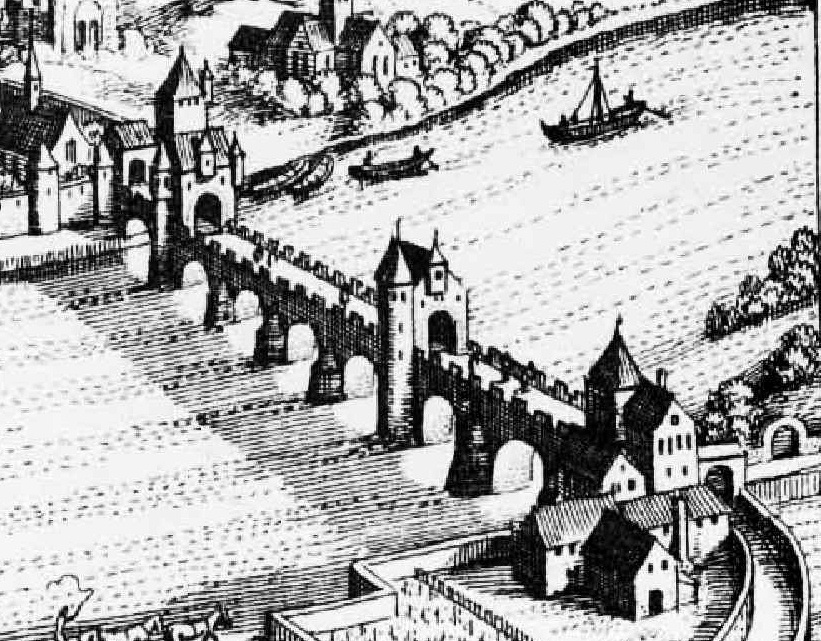
Römerbrücke, Trier, Merian (1646)
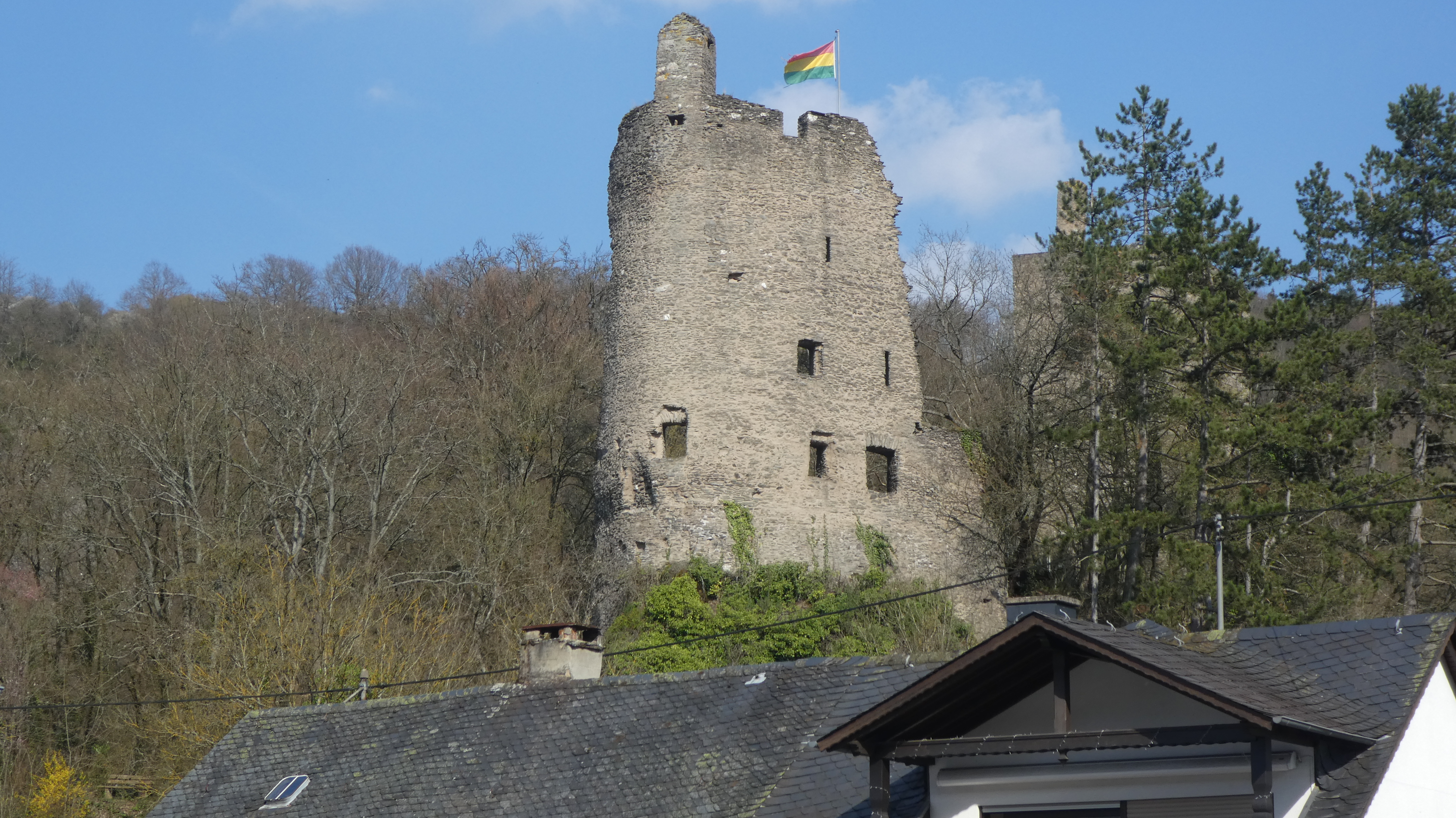
Burg Sommerau

## Wappen
Ein Siegel des „Petrus de ponte“ von 1322 zeigt einen gekrönten Löwen. Dieser wurde daher in das Wappen der Gemeinde Riveris aufgenommen, wo im frühen 13. Jahrhundert die de Ponte die Gerichtsbarkeit innehatten.